# 旋風の橘
『旋風の橘』（かぜのたちばな）は、『週刊少年サンデー』2002年2号 - 2003年1号に連載していた、猪熊しのぶ作の剣道漫画。全47話、単行本は全5巻。

## 概要
最初は『週刊少年サンデー』誌上で本格剣道漫画と銘打ってスタートしたが、本編が余りにもリアルな剣道描写を放棄した荒唐無稽な内容、展開に進んだ影響で途中から新・熱血剣道ストーリーという表記に変わる。
作者である猪熊しのぶは、単行本や『週刊少年サンデー』の巻末コメントで「実際に玉竜旗に取材に行った」と語っている。
連載終了後、作者は「企画段階では『サラダ』8、｢剣道」2の割合で行く予定だった」が、「サラダ」8がどこかに行ってしまい、代わりに「得体の知れない何かの成分が入ってきて、ふたを開けてみたら異常発酵していた」ため「突っ込みどころ満載の内容になってしまった」と述べている。

## あらすじ
みかんで天下を目指す父に憧れる高校生立花橘は、ルールも知らない剣道で天下を目指すことを決意する。橘は剣道の名門校である椿ヶ丘高校に転入するが、男子剣道部は弱小で、強いのは女子剣道部だけ。それもそのはず、椿ヶ丘高校は前年まで女子高だったのだ。剣道のルールすら知らない橘は、たちまち部内で問題を惹き起こす。

## 登場人物
立花 橘（たちばな たちばな）
本作の主人公。剣道で天下を目指すために、愛媛から千葉の椿ヶ丘高校にやってきた少年。運動神経抜群で健康優良児だが、その自由奔放な発言や剣道を冒涜したような練習姿勢は、監督の滝田や柳田を始めとした部員の反発を呼ぶ。天下の事をバカにされると洋平太も恐がるほど怒る。愛媛出身なだけにみかん好きで、好敵手と出会ったりするなどして興奮するとみかんを食べる速度が上がる。
柳田 邦彦（やなぎだ くにひこ）
剣道エリートで、剣道名門校の椿ヶ丘高校の顧問滝田にスカウトされて入学。橘の剣道の基本やマナーを無視した態度に激怒するが、次第にその実力を認めるようになる。滝田と対立し、橘らとともに剣道部のない定時制に転校。剣道部作りに奔走する。本作有数の常識人。得意技は突きを高速で連射する「マシンガン突き」。
大西 洋平太（おおにし ようへいた）
橘の幼馴染。剣道素人だが、日本人離れした運動神経を有している。柳田と素手剣道で互角に渡り合った。
守山 薫（もりやま かおる）
椿ヶ丘高校定時制に在学で、柳田が尊敬する剣道の先輩。優秀な剣道部員だったが、実家の工場の経営が厳しく、家庭を支えるために夜間の定時制に入学した。剣道に復帰することを頑なに拒んでいたが、橘たちの剣道への情熱に打たれ、入部を決意する。
羽根木 勇人（はねぎ ゆうと）
通称ネギ。定時制在学。ひ弱ないじめられっ子で剣道には全く興味がなかったが、強くなりたいと思い入部を決意。
山口 歳三（やまぐち としぞう）
通称レゲエ。定時制在学。ヒップホップ好きで根性なし。福岡にタダでいけることが入部の動機。しかし、橘らの熱心な練習の姿を見て、率先して練習を始めるようになる。
琴村（ことむら）
東京・駿河台高校の相撲部員であると同時に剣道部員。椿ヶ丘との練習試合では剣道素人である洋平太のパワーにあっさりと敗れてしまう。「すごい一年」を洋平太と勘違いしたが、すぐにただの素人だったとわかると無念の涙を流している。仲間想いで、橘との試合で脳震盪を起こした時の体を気遣い棄権させた。
時 善次郎（とき ぜんじろう）
東京・駿河台高校の剣道部員で大将をしている美少年。目の錯覚を利用した下段からの突き「伸びる竹刀」を操る。橘の才能を高く買っている。
阿久根 文太（あくね ぶんた）
九州から遠征に来た男。会話の語尾に「～タイ」とつける鹿児島人。時の残忍な一面などを知っている。椿ヶ丘と駿河台の練習試合を見学し、橘からおなじ学校の人間に思われるほど意気投合した。玉竜旗編では一切姿を表さなかった。
月島（つきしま）
滝田不在中の剣道部の代理監督。サングラスをかけている。常識外れの指導を実践するため、滝田とは対立している。剣道初心者の橘を高く評価した。
滝田（たきた）
椿ヶ丘高校剣道部顧問。柳田をスカウトした人物。剣道の名指導者で、柳田も尊敬している。月島や橘の存在を疎ましく思い、男子剣道部全員の全日制退学を画策する。正確に面や小手のスキマを精密に狙うほどの凄腕の剣道家でもある。
しかし自己中心な性格であり、目をかけたのに自分の期待にこたえなかった柳田を橘ごと退学に追い込んだ（もっとも、柳田自身が橘の腰巾着になったのもあるが）。のちに理事長を追い出し、父親が後任となる。父親の威光を笠にきて好き勝手するが、父親自身は常識人であり、息子の行動を苦々しく思っている。
堂本 暮人（どうもと くれと）
滝田がスカウトした、椿ヶ丘高校全日制剣道部の一員。NBAからも認められているバスケ選手でもある。しかし性格は腐りきっており、渡米前に「気に入らないから」という理由で居候だった少女のピアノを破壊するような男である。
なお堂本以外の全日制剣道部のメンバーも全員他のスポーツで有名だったと、似たような経歴の持ち主である。
千場 法斗（せんば のりと）
守山の幼馴染。あることが原因で、守山を深く憎んでおり、また自分以外を信じない人間不信でもある。
｢スパイラル｣という、竹刀に回転を加えることで突きの破壊力を増すという技を使う。その破壊力は凄まじく、柳田、守山を瀕死に追い込んだ（その前に喰らった時は喉にアザが残っているほど）。
橘の｢突きを突きで止める｣という戦法に敗れる。その後、守山から過去の謝罪、そして高校の先輩から涙の激励を受け、自分が1人ではない事を知る。
立花 常世（たちばな じょうせい）
橘の父。みかん作りの名人として知られている。「天下とはみかんのようなものだと思っている」というのが持論である。
黒田 運州（くろだ うんしゅう）
伝説の剣豪と呼ばれる老人。橘に天下とは何か、という事を教える。
黒田 天州（くろだ てんしゅう）
運州の息子。老齢だがそれを感じさせないほどの筋骨隆々とした体をしている。

## 関連商品

### コミックス
1. 2002年04月18日 ISBN 4-0912-6381-X
2. 2002年06月18日 ISBN 4-0912-6382-8
3. 2002年09月18日 ISBN 4-0912-6383-6
4. 2002年11月18日 ISBN 4-0912-6384-4
5. 2003年02月18日 ISBN 4-0912-6385-2